# On the Ice (film 2011)
On the Ice è un film del 2011 diretto da Andrew Okpeaha MacLean.
È l'adattamento del cortometraggio Sikumi, diretto nel 2008 dallo stesso regista, vincitore di numerosi premi negli Stati Uniti, che così ne ha tratto un film vero e proprio, primo lungometraggio per lui.
È stato proiettato in prima mondiale al Sundance Film Festival ed è stato presentato alla 61ª edizione del Festival di Berlino nella sezione Generation 14plus, dove ha ricevuto il premio come migliore opera prima e l'Orso di cristallo per il miglior film.
Come riportato nei credits, il film è dedicato alla memoria della cineasta neozelandese Merata Mita «con gratitudine per l'ispirazione e la guida che ha dato ai giovani cineasti aborigeni di tutto il mondo».

## Trama
Qalli e Aivaaq sono due adolescenti della piccola comunità Inupiaq di Barrow, nell'estremità settentrionale dell'Alaska. Durante una spedizione di caccia alle foche in motoslitta i due amici litigano con James, un altro ragazzo che ha insistito per accompagnarli. La situazione si complica fino a concludersi tragicamente per quest'ultimo, che rimane ucciso durante la colluttazione. Per mantenere il loro segreto, Qalli e Aivaaq decidono di far cadere il corpo del ragazzo attraverso un'apertura nel ghiaccio e far finta che sia stato solo un tragico incidente.

## Produzione
Il film è stato girato in Alaska nella città di Barrow (oggi Utqiaġvik), l'insediamento più a nord di tutti gli Stati Uniti e una delle città più a nord del mondo. Gli attori, tutti non professionisti, sono stati selezionati da MacLean e dalla produttrice Cara Marcous tra Alaska e Canada settentrionale, inclusa la stessa Barrow di cui il regista è originario.

## Distribuzione
Il film è stato proiettato principalmente nel circuito dei festival cinematografici internazionali ed ha avuto una distribuzione limitata nelle sale. Negli Stati Uniti è uscito il 17 febbraio 2012. Tra i molti festival a cui ha partecipato:
- Sundance Film Festival - 21 gennaio 2011
- Festival internazionale del cinema di Berlino - febbraio 2011
- AFM International Independent Film Festival - 20 febbraio 2011
- Seattle International Film Festival - 4 giugno 2011
- BAMcinemaFest - 17 giugno 2011
- Los Angeles Film Festival - 19 giugno 2011
- Festival del cinema americano di Deauville - 4 settembre 2011
- Athens International Film Festival - 15 settembre 2011
- Woodstock Film Festival - 24 settembre 2011
- Pusan International Film Festival - 7 ottobre 2011
- imagineNATIVE Film + Media Arts Festival - 19 ottobre 2011
- Leiden International Film Festival - 25 ottobre 2011
- Arras Film Festival - 8 novembre 2011
- Festival del cinema di Stoccolma - 11 novembre 2011
- Glasgow Film Festival - 17 febbraio 2012
- BUFF International Film Festival - 14 marzo 2012
- Hong Kong International Film Festival - 26 marzo 2012

## Accoglienza

### Incassi
Negli Stati Uniti il film ha riportato un incasso di 17.901 dollari nella prima settimana di proiezione, in cui è uscito in sole quattro sale. Al 29 aprile 2012 gli incassi complessivi sono stati di 73.492 dollari.

### Critica
Il film ha ricevuto un giudizio misto da parte dalla critica. Il sito Rotten Tomatoes riporta il 67% di recensioni professionali con giudizio positivo e un voto medio di 5,7 su 10, mentre il sito Metacritic assegna al film un punteggio di 59 su 100 basato su 12 recensioni.
Il critico Roger Ebert lo ha definito «un thriller coinvolgente in modo insolito», Bill Goodykoontz di The Arizona Republic «una gemma non comune» e Brian Miller di The Village Voice «una meraviglia di narrazione classica e concentrata», aggiungendo che «il paesaggio piatto e innevato strappa via tutto dal suo racconto tranne il necessario».
Gary Goldstein sul Los Angeles Times ha parlato di «uno sguardo autentico sulla vita nel remoto Alaska... e su un popolo alle prese con droga, alcolismo, povertà e tutti i limiti di un ambiente implacabile», mentre secondo Jamie S. Rich di The Oregonian, il regista «trova un ritmo costante che cattura perfettamente la vita in mezzo al nulla» e il film «resta glaciale dall'inizio alla fine, ma è avvincente se ci si adatta alla temperatura».
Diverso il giudizio di Jeannette Catsoulis del New York Times, che ritiene l'atmosfera generale «troppo ampollosa per essere convincente», così come Kenji Fujishima, che su Slant Magazine ha apprezzato la fotografia di Lol Crawley ritenendo però che «non riesce a superare le performance piuttosto incostanti del cast».
Analoghi commenti sono stati espressi da Sara Stewart del New York Post, secondo cui «il paesaggio emotivo dello stoico protagonista è spesso vuoto come la tundra», e David Fear che su Time Out ha scritto: «Più di un dilemma morale è necessario per compensare le prestazioni goffe, il ritmo lento e i dialoghi vacillanti, e mentre MacLean ha certamente un occhio attento, il resto della sua struttura narrativa non raggiunge il suo obiettivo».

## Riconoscimenti
2011
- Festival internazionale del cinema di Berlino
  - Migliore opera prima a Andrew Okpeaha MacLean
  - Orso di cristallo per il miglior film (Generation 14plus)
- Woodstock Film Festival
  - Haskell Wexler Award per la migliore fotografia a Lol Crawley
  - Premio della giuria per il miglior lungometraggio a Andrew Okpeaha MacLean
- American Indian Film Festival
  - Miglior regista a Andrew Okpeaha MacLean
- Seattle International Film Festival
  - Premio FIPRESCI per il miglior nuovo film americano
- Cine Las Americas International Film Festival
  - Candidatura Menzione d'onore per il miglior film
- Sundance Film Festival
  - Candidatura Gran premio della giuria (Dramatic) a Andrew Okpeaha MacLean
- Festival del cinema di Stoccolma
  - Candidatura Cavallo di bronzo per il miglior film
- Festival del cinema americano di Deauville
  - Candidatura Grand Special Prize a Andrew Okpeaha MacLean

2012
- Lucas - International Festival of Films for Children and Young People
  - Miglior film per i giovani a Andrew Okpeaha MacLea